# 974 (číslo)
Devět set sedmdesát čtyři je přirozené číslo. Římskými číslicemi se zapisuje CMLXXIV a řeckými číslicemi ϡοδ´. Následuje po čísle devět set sedmdesát tři a předchází číslu devět set sedmdesát pět. Je také používáno jako toponymum pro ostrov La Réunion.

## Matematika
974 je:
- Deficientní číslo
- Složené číslo
- Poloprvočíslo
- Nešťastné číslo

## Astronomie
- (974) Lioba je planetka hlavního pásu, kterou objevil v roce 1922 Karl Wilhelm Reinmuth
- NGC 974 je spirální galaxie v souhvězdí Trojúhelníku

## Ostatní
- +974 je mezinárodní telefonní předvolba Kataru

## Roky
- 974
- 974 př. n. l.